# Campamento (Chile)

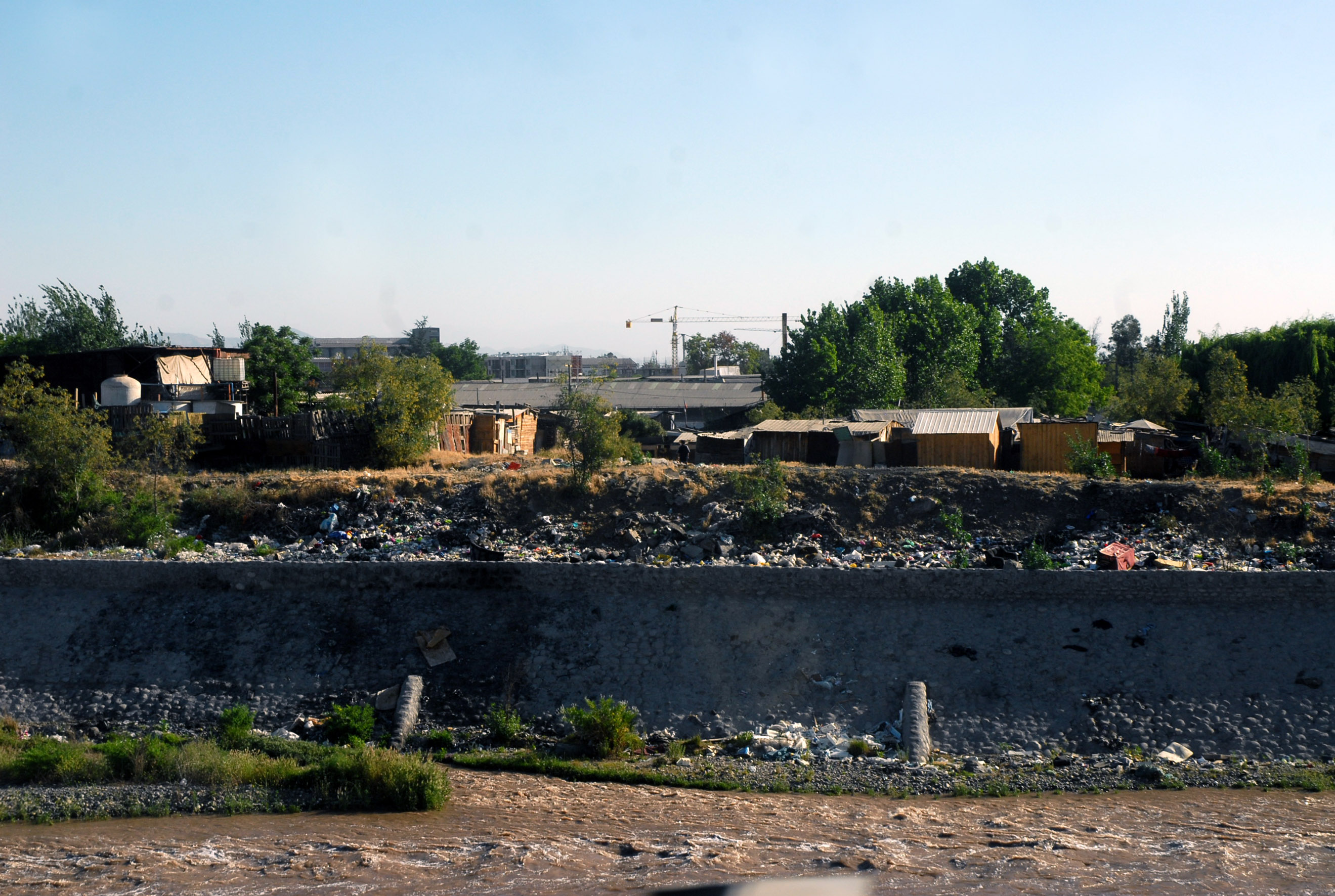
Um campamento em Santiago do Chile.

Campamento ou Población callampa são bairros miseráveis e pobres em precárias condições (ou favelas) encontrados no Chile.